# Hefeng
Der Kreis Hefeng (chinesisch 鹤峰县, Pinyin Hèfēng Xiàn) ist ein Kreis im Autonomen Bezirk Enshi der Tujia und Miao im Südwesten der chinesischen Provinz Hubei. Er hat eine Fläche von 2.872 km² und 205.500 Einwohner (Stand: Ende 2019). Sein Hauptort ist die Großgemeinde Rongmei (容美镇).
Die Tusi ("Stammeshäuptling")-Stätten von Rongmei (Rongmei tusi yizhi 容美土司遗址) und die revolutionäre Stätte von Wuliping (Wuliping geming jiuzhi 五里坪革命旧址) des Jahres 1931 stehen seit 2006 auf der Liste der Denkmäler der Volksrepublik China.